# Araucanía (región histórica)

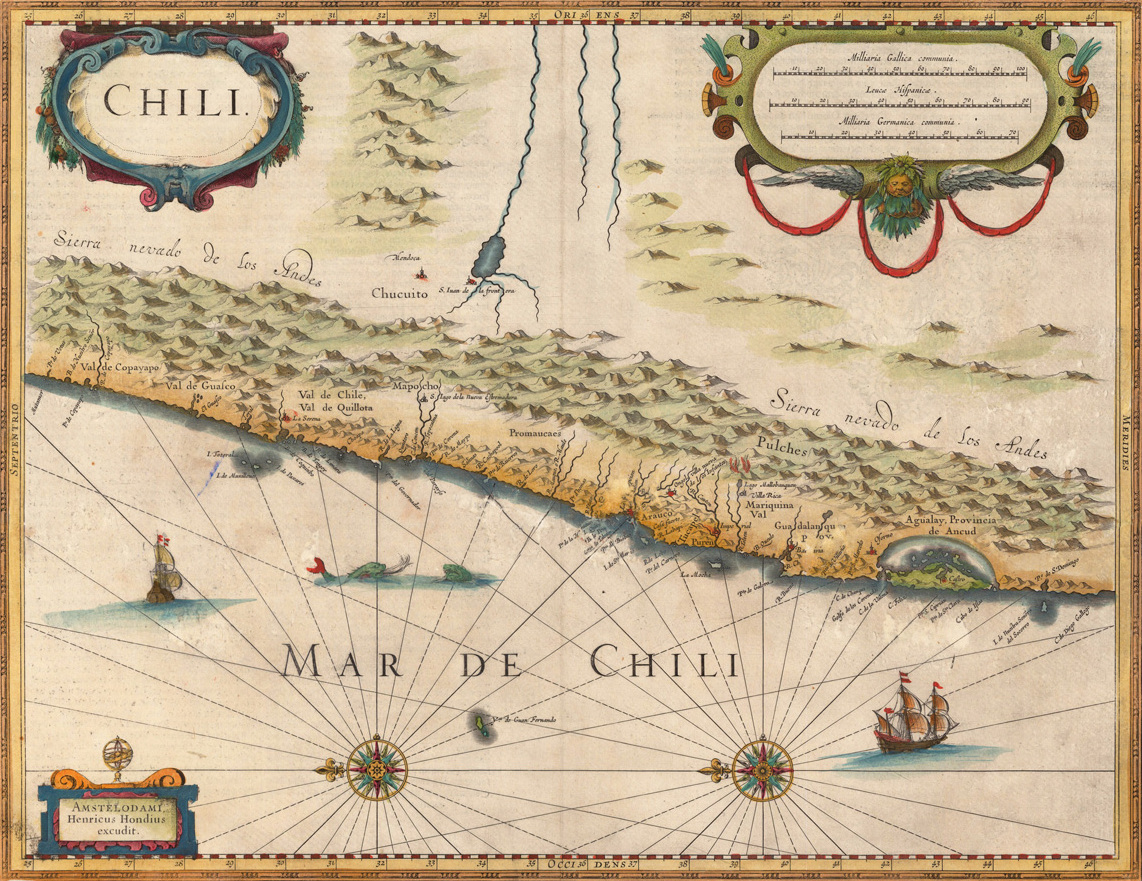
Mapa de Chile de 1635 en donde sale «Arauco» entre los nombres.

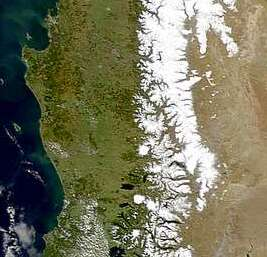
Imagen satelital de la región histórica de la Araucanía (actualmente conocida como la Macrozona Sur).

Araucanía, Arauco, Estado de Arauco, Estados de Arauco y Chile Araucano son los nombres que se le dio a la zona y alianza de aillarehues mapuche adyacente a la cordillera de Nahuelbuta en el sur de Chile  durante los periodos de la conquista y colonia.

## Etimología
Se ha postulado que «Arauco» podría derivar de una castellanización de la palabra mapuche ragko, 'agua gredosa', que los españoles habrían usado para los habitantes de un sitio llamado así y que luego por metonimia se habría extendido a todos los restantes pueblos del área. Además el nombre «araucano» tiene su origen en el poema épico del publicado en 1569 «La Araucana» de Alonso de Ercilla y Zúñiga.

## Historia

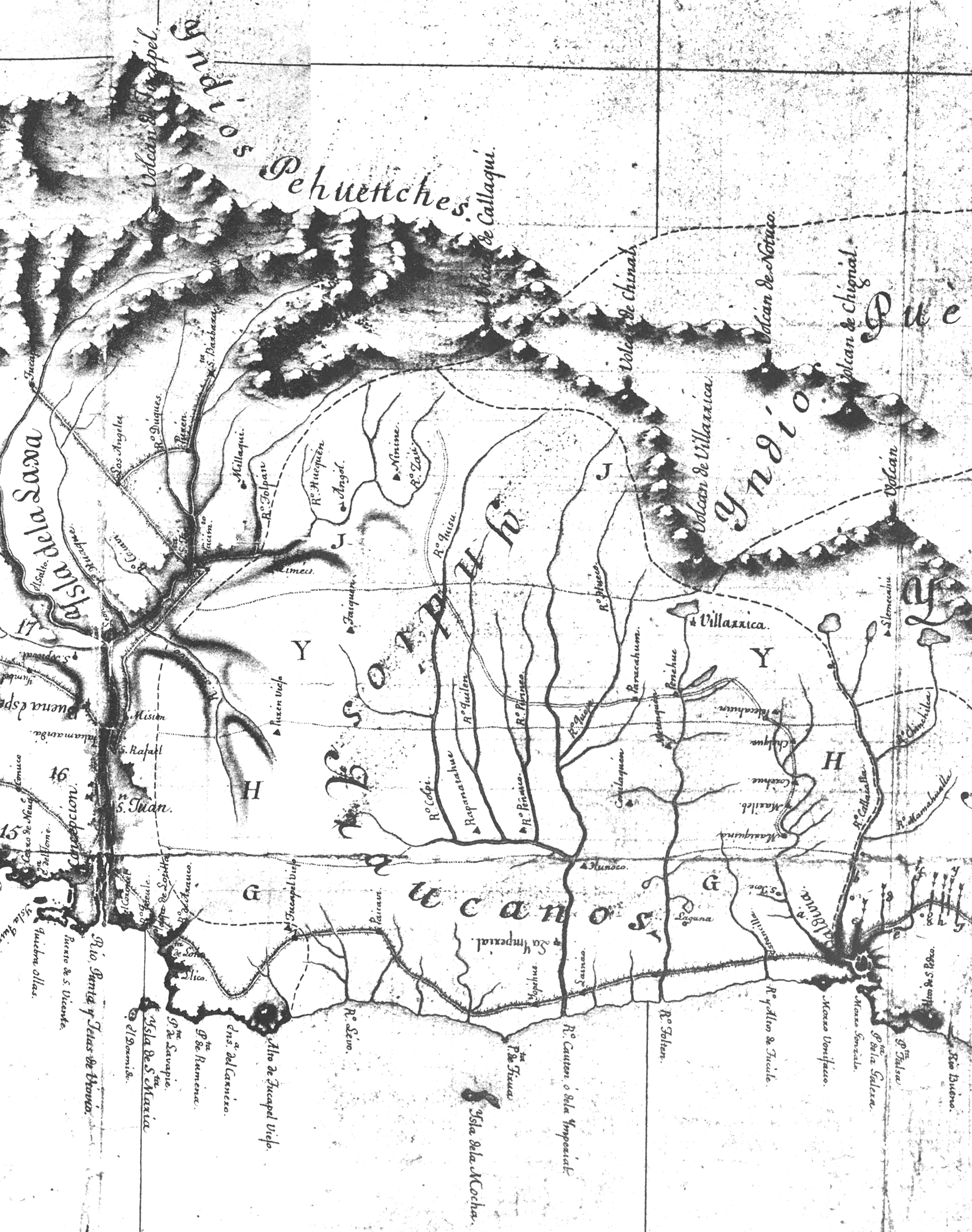
El Chile Araucano, descrito entre el río Biobío y el Valdivia, en el plano General del Reyno de Chile en la América Meridional de Andrés Baleato de 1793.

Después del gran levantamiento de moluches y huilliches, ocurrido tras la batalla de Curalaba en 1598 durante la guerra de Arauco, los españoles fueron expulsados de la ribera sur del río Biobío. Después de muchas décadas de guerra adicional, los ríos Biobío y Toltén fueron reconocidos como los límites de la Araucanía por los españoles. En un comienzo, la Capitanía General de Chile denominó a la zona limítrofe norte con la Araucanía como «La Frontera», para luego llamar así, por extensión, a todo lo que se entiende hoy como la región histórica de la Araucanía, incluyendo el límite sur.
Parlamentos como el de Quilín, y posteriores reconocen la autodeterminación de los indios de Chile, su plena autonomía frente a la Corona de la que son súbditos, el que en sus regiones los españoles no podían gobernar ni poblar, aunque sí intentar evangelizar. Por ende estos territorios no eran considerados como res nullius (cosa sin dueño), por parte de potencias extranjeras.
En las notas del mapa del marino hispano Andrés Baleato se refiere a la región de esta forma:

...cuyos nombres van escritos con letra de Carmin, son las que aparentan amistad con los Españoles. En ellas están comprehendidos los Araucanos que se hallan entre el Rio Viovio y el de Valdivia. Estos dividen todo su Pais de N. a S. en quatro Uthanmapus o Principados paralelos y casi de un mismo ancho a los cuales nombran segun sus situaciones respescto al Mar y a la Cordillera de los Andes, esto es, al G. llaman Lauquenmapu o Pais Martitimo; al H. Lolgunmapu, o Pais llano; al Y. Ynapiremapu o Pais subandino, y al J. Piremapu o Pais Andino. A cada Uthanmapu lo dividen en cinco Aillarehue o Provincias, y cada Aillarehue en nuebe Rehues o Prefecturas. El Principado Maritimo Comprehende de Septentrion a Mediodia las Provincias de Arauco, Tucapel, Yllicura, Boroa, Nagtolten: el Principado llano abrase los de Encol, Purén, Repocura, Maquehue y Mariquita; el Subandino contiene las de Marbén, Colhue, Chacaico, Quecheregua y Guanabue, y en el Principado Andino se cuentan todos los valles de la Cordillera situados dentro de sus limites.
Andrés Baleato, 1793

Actualmente, esta región corresponde aproximadamente a la región de la Araucanía, y a la provincia de Arauco, y al sur de las provincias de Concepción y de Biobío en la región del Biobío.